# 新世橋停留場
新世橋停留場（しんせいばしていりゅうじょう）はかつて函館市宮前町にあった函館市交通局（現・函館市企業局交通部、函館市電）宮前線の停留所である。

## 構造
- 2面2線の相対式ホーム

## 周辺
- 北海道道571号五稜郭公園線
- カトリック宮前町教会
- 函館藤幼稚園
- 山形屋
- 停留所近くに石川内科医院と宮林外科医院があったが現存しない。

## 歴史
停留所の名称は「新世橋」から「新世橋前」に変更された。廃止時の名称は「新世橋前」であった。
- 1993年（平成5年）4月1日：廃止[1]。

函館市企業局交通部#歴史を参照。

## 隣の停留場
函館市交通局
宮前線（1993年4月1日廃止）
宮前町停留場 - 新世橋停留場 - 西武テーオー前停留場